# Edit Bauer
Edit Bauer, née le 30 août 1946 à Šamorín, est une députée européenne slovaque (2004-2014). Observatrice au Parlement européen avant l'adhésion de son pays le 1er mai 2004, elle devient députée à part entière après cette date et est réélue lors des élections européennes de 2004 et de 2009.

## Biographie
Membre du parti de la coalition hongroise, elle fait partie du groupe du parti populaire européen. Elle est membre de la commission de l'emploi et des affaires sociales et de la commission des droits de la femme et de l'égalité des genres.